# Maschinentechnisches Display

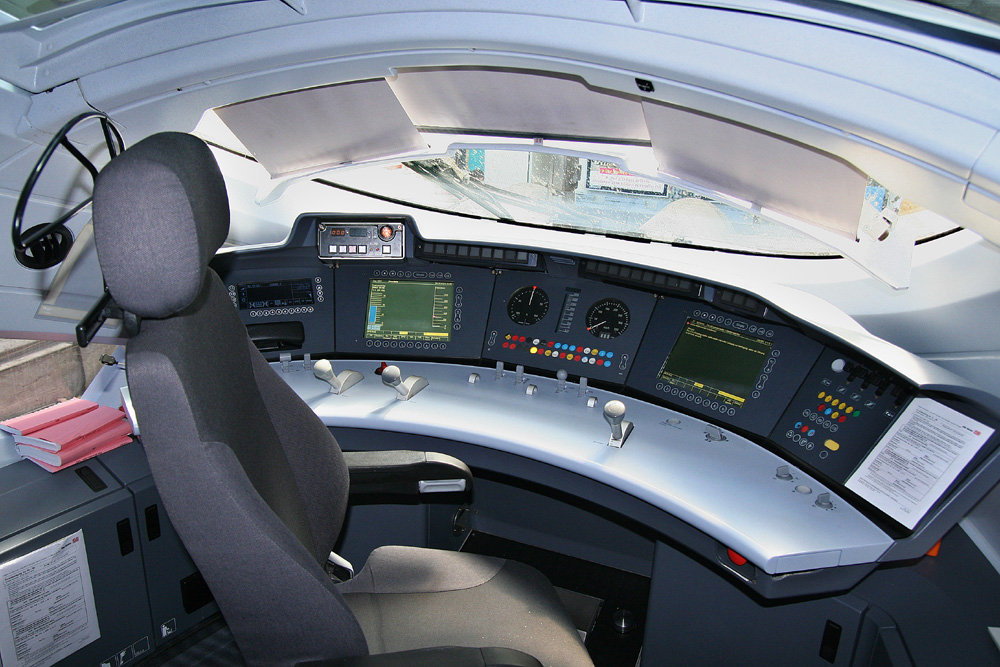
Maschinentechnische Displays im linken und rechten Bereich des Führerpults auf einem ICE 3MF

Das Maschinentechnische Display (MTD) ist neben der Modularen Führerraumanzeige bzw. -display (MFA/MFD) ein wesentliches Anzeigeelement im Führerstand von Triebfahrzeugen.
Es dient vor allem der Darstellung des aktuellen Zustandes diverser Anlagenteile, wie z. B. der Motoren, der Bremsen und der Stromversorgung.
Dazu und für weitere Statusinformationen bedient das MTD sich der Leittechnik des Triebfahrzeuges. Ferner dient es der Anzeige bzw. Meldung von Störungen und Fehlern und unterstützt durch so genannte Abhilfetexte den Triebfahrzeugführer auch bei der Behebung von anstehenden Störungen.